# Le Gros-Theil
Gros-Theil – miejscowość i dawna gmina we Francji, w regionie Normandia, w departamencie Eure. W 2013 roku jej populacja wynosiła 1019 mieszkańców. 
W dniu 1 stycznia 2016 roku z połączenia dwóch ówczesnych gmin – Le Gros-Theil oraz Saint-Nicolas-du-Bosc – utworzono nową gminę Le Bosc du Theil. Siedzibą gminy została miejscowość Le Gros-Theil. 